# Raphael Loran
Raphael Loran (* 1872 in Karlsruhe bei Odessa, Russisches Kaiserreich; † 1948 in Talghar, Kasachstan, Sowjetunion) war ein russlanddeutscher römisch-katholischer Geistlicher und Märtyrer.

## Leben
Raphael Loran wuchs im Bistum Tiraspol auf. Er studierte Theologie am Priesterseminar Saratow und wurde 1897 zum Priester geweiht. Die Stationen seines Wirkens waren: 1898 Vikar in Saratow, 1901 Kurat, Pfarrer in Schuck, 1904 Beichtvater im Priesterseminar Saratow, 1910 Pfarrer, dann Dekan, in Katharinenstadt, 1912 Baden (Kutschurgan), 1924 Sulz, dort von 1928 bis 1933 auch Dekan. 1935 wurde er zusammen mit Joseph Kruschinsky, Josef Neugum, Alexander Staub und Jakob Warth verhaftet, zu Verbannung verurteilt und nach Südkasachstan deportiert. Dort starb er 1948.

## Gedenken
Die Römisch-katholische Kirche in Deutschland nahm Dekan Raphael Loran als Märtyrer in das deutsche Martyrologium des 20. Jahrhunderts auf.